# Cow Wallpaper
Cow Wallpaper (Kuhtapete), ist eine Siebdruck-Serie und zugleich eine Rauminstallation des Pop-Art-Künstlers Andy Warhol aus dem Jahr 1966.

## Beschreibung
In der ursprünglichen Version zeigt der auf Tapetenbahnen als „Rapport“ in zigfacher Wiederholung angeordnete Siebdruck das immer gleiche Porträt einer Kuh im Dreiviertelprofil in rosaroter Leuchtfarbe auf signalgelbem Untergrund. Das Porträt ist jeweils am Ende der Bahn an der Ober- bzw. der Unterkante angeschnitten, was auf die serielle Machart und den Verwendungszweck hinweist und das Anfügen der nächsten Bahn ermöglicht. Die Einzelbilder messen jeweils 115,5 × 75,5 cm. Die Rasterpunkte der Bilder deuten darauf hin, dass es sich um die Ausschnittvergrößerung eines Zeitungsfotos handelt. Tatsächlich hatte Warhol die Abbildung einer Zeitschrift über Landwirtschaft entnommen.
In der Folgezeit druckte Warhol zahlreiche Farbvarianten, sowie Umkehrungen des Motivs.

## Hintergrund
Obwohl Warhol im Mai 1965 bei Ileana Sonnabend in Paris verkündet hatte, dass er sich nun von der Malerei zurückziehen wolle, sollte im April 1966 eine Ausstellung in der New Yorker Galerie von Leo Castelli stattfinden. Während Warhol Anfang 1966 seine gesamte Energie lieber in seine Filmprojekte und das Multimedia-Spektakel Exploding Plastic Inevitable, sowie die Promotion seiner Neuentdeckung, der Band The Velvet Underground und der Sängerin Nico, steckte, gingen ihm nach eigener Aussage die Ideen für eine neue Verkaufsausstellung aus. Downtown unterhielt er das junge Publikum mit relativ aufwändigen, psychedelischen Lightshows, während er uptown Kunst für die gehobenere Klientel verkaufen sollte. Also fragte er Castellis Assistenten Ivan Karp, was er denn zeigen könnte. Er beklagte sich bei Karp, dass er wirklich keine Ideen mehr habe und sich nicht ständig wiederholen wolle. Also wurde die Ausstellung ganz im Sinne des Abschieds des Künstlers von der Kunst konzipiert. Karp riet ihm, „mal etwas Ländliches, so was wie Kühe zu malen.“ Und so tapezierte Warhol die Räume der Castelli Galerie kurzerhand mit seiner Kuhtapete. Die Kuhköpfe erinnerten den Zeitzeugen Victor Bockris, an „die gutmütige Elsie, dem Warenzeichen von Bordon-Eis.“
Ebenfalls für die Ausstellung entwarf Warhol die sogenannten Silver Clouds, silberne heliumgefüllte Luftballons aus Polyethylen in Kissenform der Größe 99 × 150 × 38 cm, die während der Ausstellung durch die Räume schwebten.Cow Wallpaper und Silver Clouds wurden vom 2. bis zum 27. April 1966 in der Leo Castelli Gallery gezeigt.

## Betrachtungen
Die Warhol-Biografin Stefana Sabin: „Sollte die Kuhtapete zeigen wie praktisch Popkunst war, so waren die Silberwolken Metaphern für Kunst als Konsumgegenstand: Warhol wollte sie als Wegwerfkunst verstanden wissen, denn man konnte sie aus dem Fenster fliegen lassen.“
Der Kunsthistoriker Charles Stuckey: „Diese Installationen veranschaulichten Warhols offene Geringschätzung konventioneller Kontexte der Kunst.“
Calvin Tomkins, Kunstkritiker des New Yorker, bemerkte: „In dieser Ausstellung wurde kaum etwas verkauft, doch in der Factory lief die Produktion auf Hochtouren. Und dann – das Timing war geradezu unheimlich – erklärte Warhol die Pop Art für tot und begann eine neue Phase.“

## Sammlungen, Nachwirkung in der Alltagskultur
Warhols Cow Wallpaper findet sich in zahlreichen Museen, so ist beispielsweise das Treppenhaus im zweiten Stock des Museum of Modern Art (MoMA) damit tapeziert. Zur ersten großen Warhol-Retrospektive 1968 im Moderna Museet in Stockholm, wurde die Außenfassade des Museums mit der dekorativen Kuh verkleidet.
Einzelbilder oder mehrfarbige Tableaus des Siebdrucks finden sich unter anderem in der Tate Gallery in London, im New Yorker Guggenheim Museum, in der Neuen Nationalgalerie in Berlin, in der Sammlung des Museum Ludwig in Köln oder im Kunstmuseum Gelsenkirchen.
Für die Alltagskultur wurde Warhols Kuh als „Gebrauchskunst“ zigfach reproduziert und findet sich unter anderem auf Mauspads, Kaffeetassen, Einwegfeuerzeugen oder ironischerweise wiederum als Wallpaper.